# Kockenhus

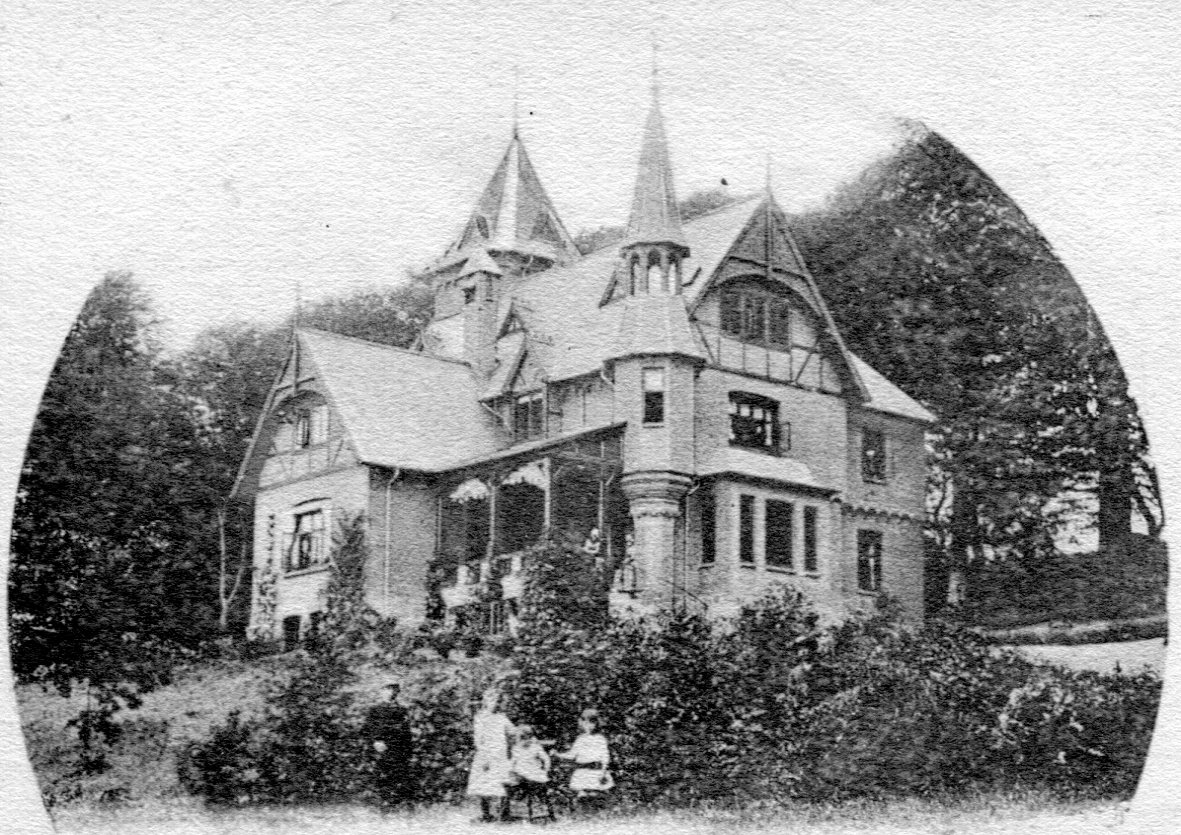
Kockenhus i början av 1900-talet. Foto: Peter P Lundh.

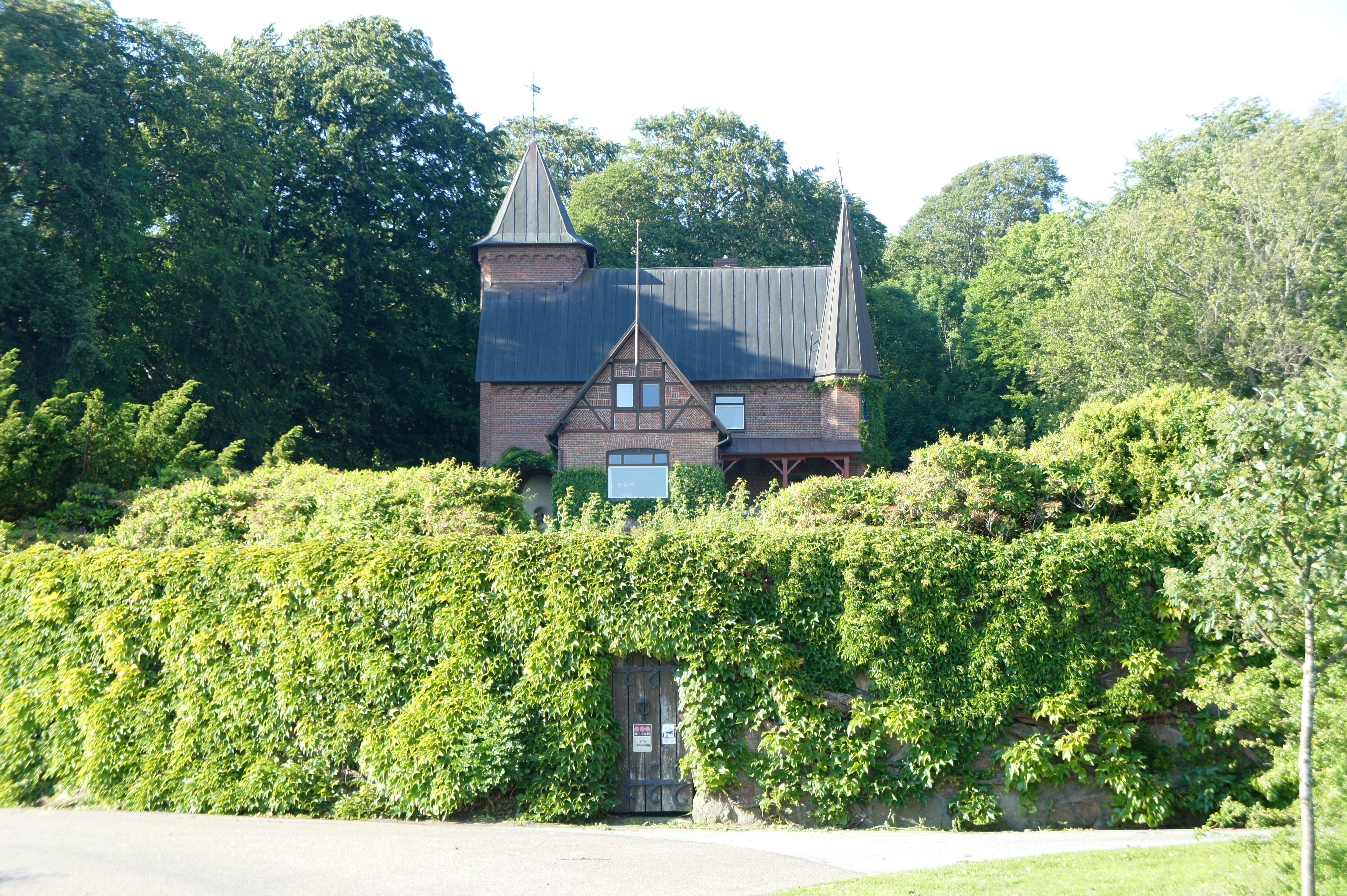
Kockenhus år 2011

Kockenhus är en herrgård, belägen vid foten av Kullaberg, mellan Mölle och Arild, i Brunnby socken i Höganäs kommun. Herrgården är byggd i borgliknande stil, med förebild från borgarna vid Rhen. Arkitekt var dansken Vilhelm Tvede. Herrgården stod färdig år 1883. Parken ritades av den danske trädgårdsarkitekten Edvard Glæsel. Tidigare fanns på platsen en vitlimmad länga, uppförd i början av 1800-talet. Den 19 januari 2022 drabbades herrgården av en förödande brand. Kockenhus har därefter återuppbyggts och var klart för återinflytt i juni 2024.

## Ägare
Herrgården är uppkallad efter friherrinnan Antoinette von Kochen. Baron Nils Gyllenstierna på Krapperup lät bygga herrgården åt sin syster Viveka, som var gift med friherre August Stiernstedt. Paret bodde på Kockenhus från 1882 till 1884, och bedrev då jordbruk på herrgårdens marker. Efter att paret flyttat till Stockholm användes Kockenhus som deras sommarresidens fram till 1893, då Björnvikens säteri tog över denna roll. 
Från 1930-talet fram till 1976 bodde Wanda Gyllenstierna på Kockenhus. Hon var brorsdotter till Gustaf Gyllenstierna, fideikommissarie på Krapperup. Wanda Gyllenstierna var gift med diplomaten Brynolf Eng, senare med regissören Bror Bügler. Sommaren 1945 befann sig Frans G. Bengtsson och hans hustru Gerda som gäster på Kockenhus. I tornrummet på Kockenhus skrev Frans G. Bengtsson den sommaren andra delen av romanen Röde Orm.
När Krapperups siste fideikommissarie Gustaf Gyllenstierna avled år 1976, överläts hela egendomen, inklusive Kockenhus, till Gyllenstiernska Krapperupsstiftelsen. Efter Gustaf Gyllenstiernas död flyttade Wanda Gyllenstierna till Krapperup, och efter hennes död (1982) disponerades Kockenhus under en tid av familjen Stiernstedt. 
Stiftelsen har beslutat att Kockenhus från och med den 1 september 2024 kan hyras bland annat till konferensverksamhet.